# Manal El Bahraoui
Manal El Bahraoui (ur. 6 stycznia 1994) – marokańska lekkoatletka specjalizująca się w biegu na 800 metrów. Od lipca 2015 reprezentuje Bahrajn.
W 2011 była szósta na mistrzostwach Afryki juniorów oraz mistrzostwach świata juniorów młodszych. Brązowa medalistka mistrzostw świata juniorów z Barcelony (2012). 
Rekord życiowy: 2:00,82 (25 lipca 2013, Rabat).  

## Osiągnięcia
| Rok  | Impreza                               | Miejsce         | Pozycja    | Wynik   |
| ---- | ------------------------------------- | --------------- | ---------- | ------- |
| 2011 | Mistrzostwa Afryki juniorów           | Gaborone        | 6. miejsce | 2:10,03 |
| 2011 | Mistrzostwa świata juniorów młodszych | Lille Metropole | 6. miejsce | 2:04,80 |
| 2012 | Mistrzostwa świata juniorów           | Barcelona       | 3. miejsce | 2:03,09 |